# Schindleria
Schindleria é um género botânico pertencente à família Phytolaccaceae.

## Especies
O género possui sete espécies:
- Schindleria densiflora
- Schindleria glabra
- Schindleria mollis
- Schindleria racemosa
- Schindleria rivinoides
- Schindleria rosea
- Schindleria weberbaueri